# Buiturón
Buiturón (llamada oficialmente Santiso de Vuiturón) es una parroquia y lugar español del municipio de Mugía, en la provincia de La Coruña, Galicia.

## Otro nombre
La parroquia también es conocida como San Tirso de Buiturón.

## Entidades de población
Entidades de población que forman parte de la parroquia:
- Buiturón (Vuiturón)
- Campelo (O Campelo)
- Sambad (Sambade)
- San Tirso (Santiso)

## Demografía
| Gráfica de evolución demográfica de Buiturón entre 2000 y 2018 |
|                                                                |
| Datos según el nomenclátor publicado por el INE.               |